# سفیان لامالی
سفیان لامالی (انگلیسی: Sofiane Lamali; ۳۱ ژانویهٔ ۱۹۷۴) بازیکن هندبال اهل الجزایر بود.